# Phyllodictus neotropicus
Phyllodictus neotropicus är en insektsart som först beskrevs av Frederick Arthur Godfrey Muir 1926.  Phyllodictus neotropicus ingår i släktet Phyllodictus och familjen sporrstritar. Inga underarter finns listade i Catalogue of Life.